# Super Sidekicks 3: The Next Glory
Super Sidekicks 3: The Next Glory, no Japão chamado de Tokuten Ou 3 - Eikoue no Michi, é o terceiro Jogo eletrônico de futebol da série Super Sidekicks, da plataforma Neo Geo. Super Sidekicks 3 foi relançado alguns anos mais tarde como parte da SNK Arcade Classics Vol. 1 para PS2, PSP e Wii.
Lançado em 1995, ele foi o primeiro jogo eletrônico de futebol a usar um narrador famoso do Brasil. O escolhido foi Luís Alfredo, à época narrador do SBT.
Além disso, ele traz como novidades uma tabela de artilharia e outra de top teams, que são as equipes com a melhor campanha no geral. Se o seu desempenho for bom o bastante, o seu artilheiro e/ou o seu time, juntamente com as suas iniciais, aparecem nas tabelas.
O modo Campeonato Mundial é similar ao do antecessor, com eliminatórias, fase de grupos e playoffs.
Outra novidade inclui os regional tournaments, onde uma seleção (de qualquer região) pode entrar em um torneio da sua região ou de qualquer outra. Isso é bom para os jogadores que gostam de jogar com uma determinada seleção mas não querem enfrentar os mesmos adversários do Campeonato Mundial. Os campeonatos do jogo incluem: World Tournament (Copa do Mundo FIFA), Europe Tournament (Eurocopa), South America Tournament (Copa América), Americas Tournament (Copa Ouro da CONCACAF), Africa Tournament (Copa das Nações Africanas), and Asia Tournament (Copa da Ásia).

## Equipes
O game traz 64 seleções divididas em 8 regiões:
- Europa A: Itália, Holanda, Suíça, Noruega, Inglaterra, Turquia, Portugal, Polônia
- Europa B: Alemanha, Espanha, Irlanda, Bélgica, Romênia, Dinamarca, País de Gales, República Tcheca
- Europa C: França, Suécia, Bulgária, Rússia, Grécia, Áustria, Hungria, Finlândia
- África: Nigéria, Marrocos, Camarões, Egito, África do Sul, Zâmbia, Costa do Marfim, Guiné
- Américas: Estados Unidos, Canadá, Guatemala, México, Costa Rica, El Salvador, Porto Rico (no lugar de Honduras), Panamá
- América do Sul: Brasil, Colômbia, Argentina, Bolívia, Uruguai, Equador, Peru, Chile (no lugar do Paraguai)
- Ásia A: Austrália, Nova Zelândia, China, Taiwan, Irã, Vietnã, Iraque, Singapura
- Ásia B: Arábia Saudita, Coreia do Sul, Japão, Emirados Árabes, Hong Kong, Índia, Tailândia, Malásia

## Licenças
Mais uma vez, a SNK falhou em obter a licença para usar os nomes dos futebolistas junto à FIFA, e então utilizou nomes fictícios. Alguns deles estão listados abaixo:
- Roul - Raúl - Espanha Raúl
- Dahl - Dahlin - Suécia

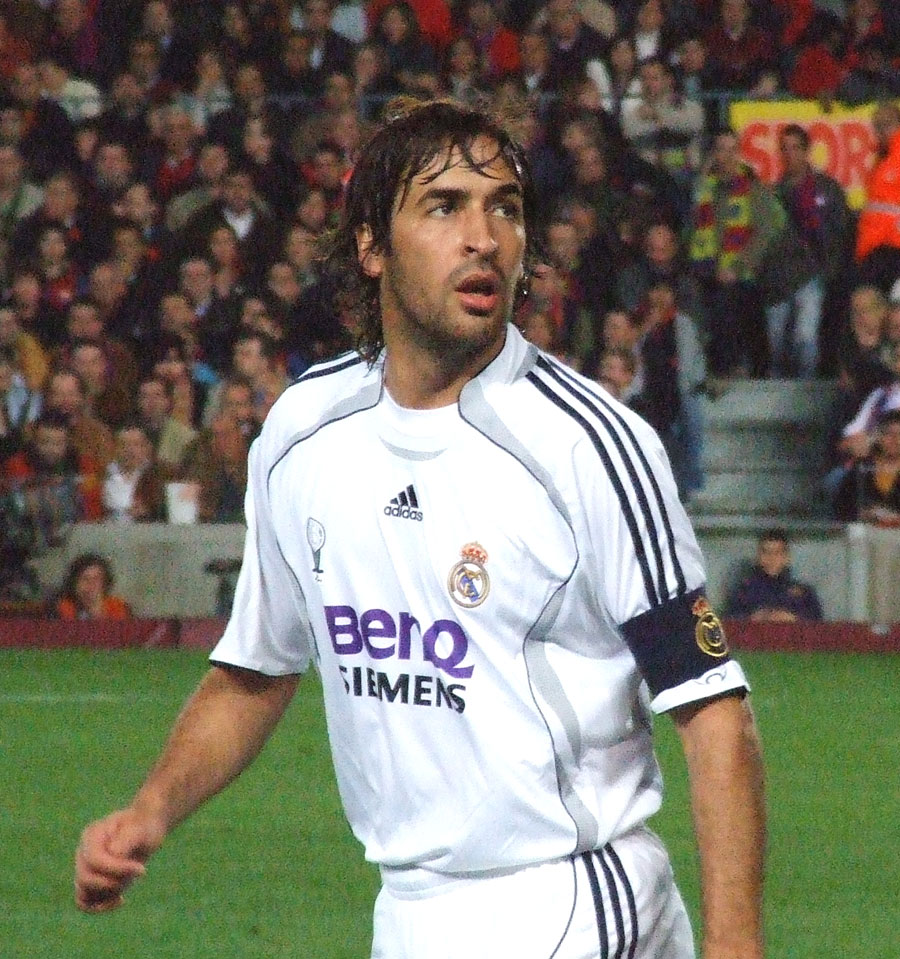
Raúl

- Klinger - Klinsmann - Alemanha Klinsmann
- Roman - Romário - Brasil

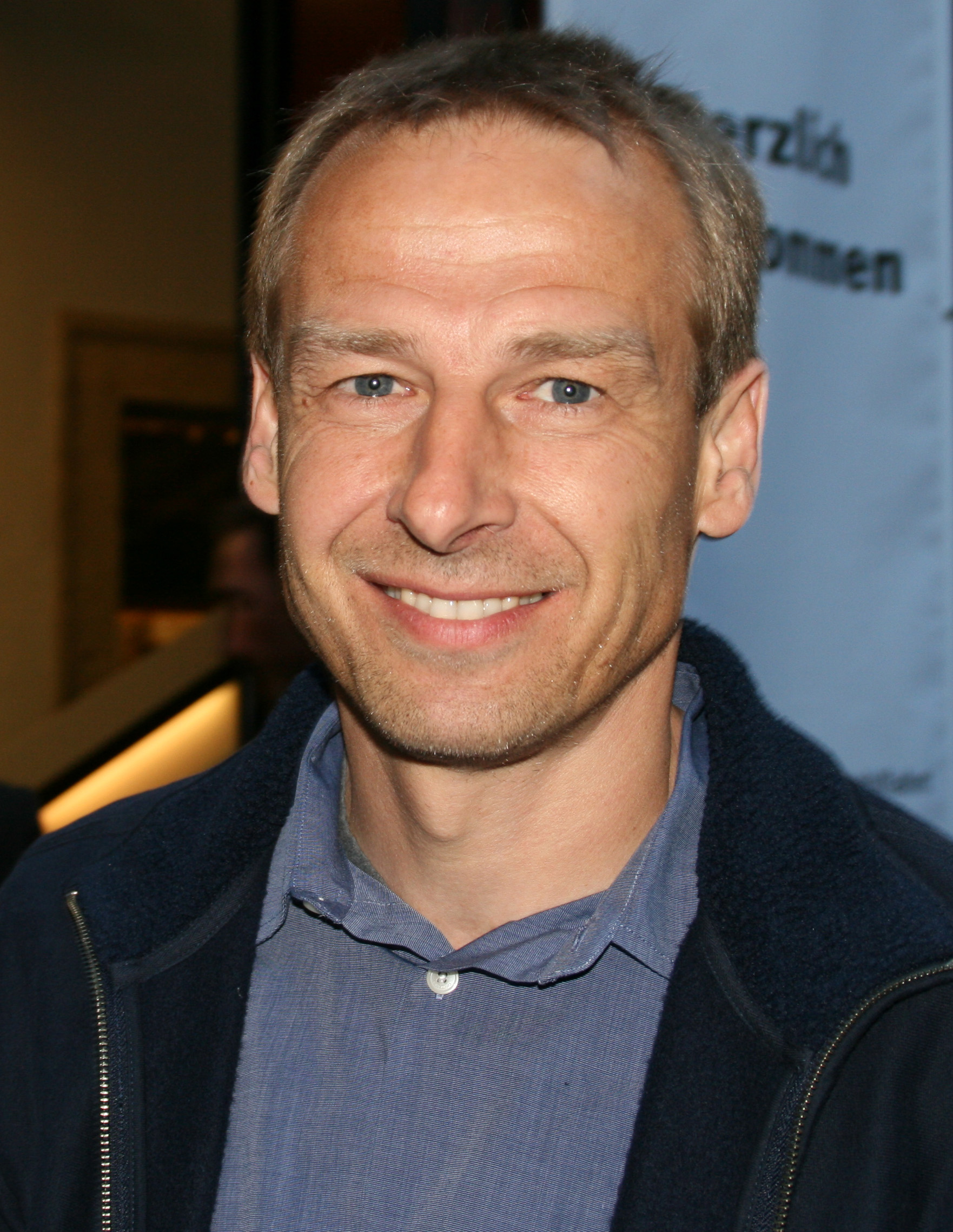
Klinsmann

- Bautista - Batistuta - Argentina Batistuta
- Castilla - Caniggia - Argentina
- Maldonado - Maradona - Argentina
- Sancho - Sánchez - México

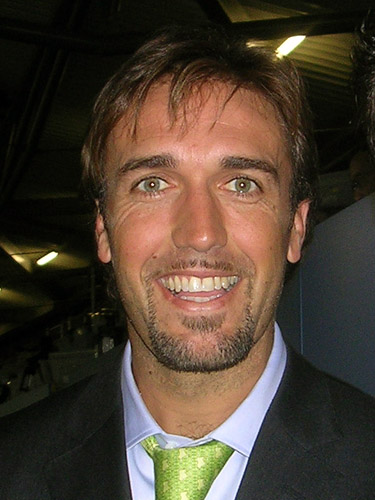
Batistuta

- B. Sverdrup - Brian Laudrup - Dinamarca
- M. Sverdrup - Michael Laudrup - Dinamarca
- Manzoni - Mazinho - Brasil
- Sadko - Salenko - Rússia
- Bent - Bebeto - Brasil
- Francesco - Francescoli - Uruguai
- Fiedler - Völler - Alemanha
- K. Aronson - Kennet Andersson - Suécia
- P. Aronson - Patrik Andersson - Suécia
- R. Duccio - Roberto Baggio - Itália
- D. Duccio - Dino Baggio - Itália
- Offenbach - Overmars - Países Baixos
- Van Gogh - Van Vossen - Países Baixos
- Arguedas - Álvarez - Colômbia
- Silves - Mauro Silva - Brasil
- Balmaceda - Valderrama - Colômbia
- Scherer - Shearer - Inglaterra
- Knapp - Knup - Suíça
- Radziwill - Răducioiu - Romênia
- Chaves - Chamot - Argentina
- Domitianus - Dumitrescu - Romênia
- Sorokin - Sorber - Estados Unidos
- James - Jones - Estados Unidos
- Aspillaga - Asprilla - Colômbia
- Donatello - Donadoni - Itália
- Sumarokov - Stoichkov - Bulgária
- Nitzsch - Nilis - Bélgica
- Elio - Sierra - Chile
- Galtieri - Etcheverry - Bolívia
- Gomez - Ruy Ramos - Japão
- Amir - Aldair - Brasil
- Lepanto - Redondo - Argentina
- Caldera - Gutiérrez - Uruguai
- Seoane - Simeone - Argentina
- Blanco - Rincón - Colômbia
- Sá Pius - Sá Pinto - Portugal
- Paccioli - Casiraghi - Itália
- Caxias - Cáceres - Argentina
- Wehner - Weber - Bélgica
- Ongania - Ortega - Argentina
- Gavadonga - Dunga - Brasil
- Crasko - Crespo - Argentina - Neo Geo Cup '98

## Jogabilidade
O terceiro jogo da série foi muito popular nos fliperamas do Brasil, a narração brasileira é perfeita, e as animações são cômicas e chamativas, apesar do fato de todos os jogadores possuírem feições orientais nas comemorações de gol e telas de eventos. O jogo também é o mais colorido de toda a série, superando até o Super Sidekicks 4.
- As faltas durante a partida podem influenciar o desempenho de um jogador no campo. Isso pode ser uma vantagem ou uma desvantagem. Por exemplo, ao cometer uma falta, o jogador adversário pode sofrer uma lesão leve (light damage)que o deixará lento e fraco durante algum tempo na partida. Ele pode sofrer uma lesão grave (heavy damage) com os mesmos efeitos citados acima, porém durante mais tempo. Caso ele seja contundido e retirado de maca, você ficará com um jogador a menos até que o jogador seja atendido pelo médico (o que pode ser visto na beira da linha lateral). Porém, se o jogador adversário sofrer a falta e ficar bravo (psyche up ou super psyche up) ele aumentará seu desempenho por um tempo, correndo mais rápido e chutando mais forte, e chegando mais duro nas jogadas. Isso tudo também se aplica aos seus jogadores.
- Quando se chega próximo ao gol adversário poderão acontecer duas oportunidades de gol: 'Chance', que lhe dá a oportunidade de finalizar com uma tela especial, às vezes com mira, e 'Chute' normal.
- Jogadores cabeludos são mais 'catimbeiros', dão joelhadas nas costas e chute embaixo dos jogadores, os futebolistas de cabelo curto atacam mais com trancos e empurrões, às vezes dão cabeçadas ou golpes marciais.
- No jogo a dificuldade vai aumentando de acordo com o avanço da equipe. Ou seja, é muito mais difícil enfrentar o Brasil nos playoffs do que na partida classificatória.
- No nível 8, alguns jogadores são extremamente perigosos, principalmente Sancho do México, Roman do Brasil, Inikori da Nigéria e Klinger da Alemanha.
- Novamente o principal erro do jogo ficou por conta dos uniformes. O da seleção peruana era composto de camisas e meias pretas e calções brancos, sendo que na verdade o uniforme peruano é todo branco. O dos Estados Unidos era composto por sua vez de camisas e meias cinzas e calções vermelhos, sendo que na época o uniforme norte-americano era composto de camiseta azul clara, calções vermelhos e meias azuis escuras.
- Um dos gritos da torcida durante a partida é "Dale Dale, Dale Dale", comum entre as torcidas latino-americanas.
- Para fazer gols de escanteio: se o escanteio for do lado de cima, perto da arquibancada, posicione a mira entre o goleiro e o jogador adversário, mais ou menos mirando o bico da grande área. Quando a bola viajar o goleiro e o zagueiro ficarão parados e você deve apenas apertar o botão de chute enquanto a bola chega ao seu atacante, e então ele fará o gol de cabeça ou pegando de primeira. Se o escanteio for do lado oposto, posicione a mira rente à linha de fundo e dê uma puxadinha nela para dentro do campo, a bola viajará e pegará o seu atacante embaixo da trave, pressione o botão de chute repetidamente e então ele pegará de primeira para o gol vazio. Essas dicas dão mais certo com seleções cujo ataque é forte, como Argentina, Alemanha e Suécia.
- As seleções possuem pontos mais fortes e outros mais fracos. Algumas estão listadas abaixo:
- Itália - Pontos fortes : Força, Defesa e Técnica. Pontos fracos: Ataque e Rapidez. Jogam no 4-4-2.
- Países Baixos - Pontos fortes: Ataque, Rapidez e Força. Pontos fracos: Técnica e Defesa. Jogam no 3-4-3.
- Inglaterra - Pontos fortes: Força e Defesa. Pontos fracos: Rapidez, Ataque e Técnica. Jogam no 4-4-2.
- Alemanha - Pontos fortes: Ataque, Rapidez e Técnica. Pontos fracos: Força e Defesa. Jogam no 4-4-2.
- Dinamarca - Pontos fortes: Ataque, Técnica e Defesa. Pontos fracos: Força e Rapidez. Jogam no 3-5-2.
- Bélgica - Pontos fortes: Defesa, Técnica e Força. Pontos fracos: Rapidez e Ataque. Jogam no 3-5-2.
- França - Pontos fortes: Defesa, Técnica e Força. Pontos fracos: Rapidez e Ataque. Jogam no 4-4-2.
- Suécia - Pontos fortes: Ataque, Rapidez e Técnica. Pontos fracos: Força e Defesa. Jogam no 4-4-2.
- Brasil - Pontos fortes: Defesa, Rapidez e Técnica. Pontos fracos: Força e Ataque. Jogam no 4-4-2.
- Argentina - Pontos fortes: Ataque, Rapidez e Técnica. Pontos fracos: Força e Defesa. Jogam no 4-4-2.